# Ludvig Rensfeldt
Ludvig Rensfeldt (* 29. Januar 1992 in Gävle) ist ein schwedischer Eishockeyspieler, der seit Mai 2021 bei Djurgårdens IF aus der HockeyAllsvenskan unter Vertrag steht und dort auf der Position des linken Flügelstürmers spielt. Zuvor absolvierte Rensfeldt unter anderem 400 Partien in der Elitserien bzw. Svenska Hockeyligan (SHL).

## Karriere
Ludvig Rensfeldt begann seine Karriere als Eishockeyspieler in seiner Heimatstadt in der Nachwuchsabteilung von Brynäs IF. Bereits als Juniorenspieler wurde er im NHL Entry Draft 2010 in der zweiten Runde als insgesamt 35. Spieler von den Chicago Blackhawks aus der National Hockey League (NHL) und im KHL Junior Draft 2010 in der ersten Runde als insgesamt 23. Spieler von Salawat Julajew Ufa aus der Kontinentalen Hockey-Liga (KHL) ausgewählt, blieb jedoch zunächst bei seinem Heimatverein. Für die Profimannschaft von Brynäs IF gab er in der Saison 2010/11 sein Debüt in der Elitserien, der höchsten schwedischen Spielklasse. In seinem Rookiejahr bereitete er in insgesamt 21 Spielen ein Tor vor. Zudem erzielte er sieben Scorerpunkte, davon fünf Tore, bei seinen elf Einsätzen als Leihspieler für den Bofors IK aus der zweitklassigen HockeyAllsvenskan. 
Zur Saison 2011/12 wechselte Rensfeldt zu den Sarnia Sting aus der kanadischen Juniorenliga Ontario Hockey League (OHL). Er kehrte jedoch bereits nach einer Saison wieder in seine Heimat zurück und verbrachte zwei Spielzeiten bei den Malmö Redhawks in der Allsvenskan. Im Sommer 2014 wechselte er innerhalb der Liga zum Rögle BK, mit dem er im Jahr 2015 den Aufstieg in die Svenska Hockeyligan (SHL) schaffte. Nach vier Spielzeiten wechselte der Stürmer, der am Ende der Saison 2015/16 als Årets nykomling der SHL ausgezeichnet wurde, im Jahr 2018 innerhalb der SHL zu Timrå IK. Bereits nach einer Saison schloss sich Rensfeldt dem Örebro HK an, ehe er im Mai 2021 zum Hauptstadtklub Djurgårdens IF wechselte. Mit dem Klub stieg er am Ende der Spielzeit 2021/22 in die Allsvenskan ab.

### International
Für Schweden nahm Rensfeldt an der U18-Junioren-Weltmeisterschaft 2010 teil, bei der er mit seiner Mannschaft die Silbermedaille gewann. Zudem wurde er zu einem der drei besten Spieler seiner Mannschaft während des Turniers gewählt. Zwei Jahre später feierte er mit der schwedischen U20-Auswahl bei der U18-Junioren-Weltmeisterschaft 2012 den Gewinn des Weltmeistertitels.

## Erfolge und Auszeichnungen
| - 2008 Schwedischer U16-Vizemeister mit Brynäs IF - 2009 Schwedischer U20-Meister mit Brynäs IF - 2010 Schwedischer U18-Meister mit Brynäs IF | - 2010 Schwedischer U20-Vizemeister mit Brynäs IF - 2015 Aufstieg in die Svenska Hockeyligan mit dem Rögle BK - 2016 Årets nykomling |

### International
- 2010 Silbermedaille bei der U18-Junioren-Weltmeisterschaft
- 2012 Goldmedaille bei der U20-Junioren-Weltmeisterschaft

## Karrierestatistik
Stand: Ende der Saison 2021/22

### International
Vertrat Schweden bei:
- U18-Junioren-Weltmeisterschaft 2010
- U20-Junioren-Weltmeisterschaft 2012

(Legende zur Spielerstatistik: Sp oder GP = absolvierte Spiele; T oder G = erzielte Tore; V oder A = erzielte Assists; Pkt oder Pts = erzielte Scorerpunkte; SM oder PIM = erhaltene Strafminuten; +/− = Plus/Minus-Bilanz; PP = erzielte Überzahltore; SH = erzielte Unterzahltore; GW = erzielte Siegtore; 1 Play-downs/Relegation; Kursiv: Statistik nicht vollständig)